# 科紐希 (科佐瓦區)
49°33′37″N 25°3′9″E / 49.56028°N 25.05250°E

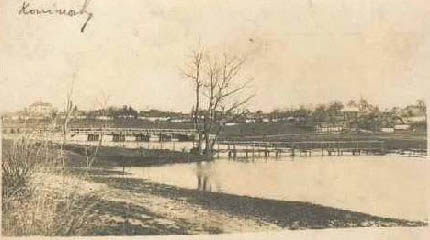

科紐希（烏克蘭語：Конюхи），是烏克蘭的村落，位於該國西部捷爾諾波爾州，由捷尔诺波尔区負責管轄，始建於1440年，面積0.51平方公里，海拔高度338米，2001年人口2,600，人口密度每平方公里5,068.2人。